# ISO 3166-2:AG

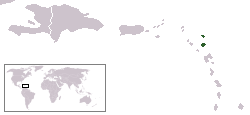
Barbuda está ubicada en el mar Caribe, al norte de la isla de Antigua y forma parte de Antigua y Barbuda. Su posición aproximada es a 17.6 grados de latitud norte y 61.8 grados de longitud oeste.

La ISO 3166-2:AG incluye los códigos de las 6 parroquias y las 2 dependencias de Antigua y Barbuda. El objetivo de esta familia de normas es establecer en todo el mundo una serie de abreviaturas para los lugares, para su uso en las etiquetas de paquetes, contenedores y tal. En cualquier lugar donde un código alfanumérico corto puede servir para indicar claramente la ubicación de una forma más conveniente y menos ambigua que la forma completa el nombre del lugar.
Cada código se compone de dos partes, separadas por un guion. La primera parte es AG, el código ISO 3166-1 alfa-2 de Antigua y Barbuda. La segunda parte son dos dígitos:
- 03–08: parroquias (todas en la isla de Antigua)
- 10–11: dependencias (Barbuda y Redonda)

## Códigos
| Código | Nombre de la subdivisión (es) | Categoría de la subdivisión |
| ------ | ----------------------------- | --------------------------- |
| AG-03  | Saint George                  | Parroquia                   |
| AG-04  | Saint John                    | Parroquia                   |
| AG-05  | Saint Mary                    | Parroquia                   |
| AG-06  | Saint Paul                    | Parroquia                   |
| AG-07  | Saint Peter                   | Parroquia                   |
| AG-08  | Saint Philip                  | Parroquia                   |
| AG-10  | Barbuda                       | Dependencia                 |
| AG-11  | Redonda                       | Dependencia                 |